# Avtograf
Avtograf (Автограф) byla sovětská a ruská rocková skupina vytvořena v roce 1979 členy rozpadlé skupiny Visokosnoje leto.

## Historie
Skupina byla utvořena koncem roku 1979 bývalými členy skupiny Visokosnoje leto Alexandrem Sitkoveckým a Krisem Kelmi, kteří ke svému novému projektu přizvali mladého baskytaristu Leonida Gutkina a klávesistu Leonida Makareviče. V začátcích se skupinou zpíval Sergej Brutjan, kterého od roku 1982 nahradil Artur Berkut. Na bicí hrál v dobách největší slávy v polovině osmdesátých let dvacátého století Viktor Michalin. Dvorní skladatelkou/textařkou byla Margarita Puškinová.
V roce 1980 skupina vystoupila na festivalu rockové muziky v Tbilisi s písněmi "Irlandija. Olster (Ирландия. Ольстер)" a "Pristěgnitě remni bezopasnosti (Пристегните ремни безопасности)". V roce 1981 nazpívala píseň "Bljuz Kapriz (Блюз "Каприз")" pro film "Šljapa (Шляпа)" ruského režiséra Leonida Kviničidzeho, kterou si otevřela vstup do sovětského hudebního showbyznysu. Film Šljapa je o členovi hudební skupiny Dmitriji Děnisovi, který se stane ve své skupině nadbytečný – dílo je paralelou k osudu Krise Kelmiho ve skupině, který se jako klavírista stal rovněž nadbytečným (Avtograf opustil na podzim 1980). V roce 1985 skupina vydala první sólové album.
Skupina se rozpadla v roce 1990 v důsledku uměleckého vyhoření. Vše odstartovaly zdravotní problémy klávesisty Leonida Makareviče v roce 1987.

## Složení
- Alexandr Sitkoveckij - kytara, zpěv
- Kris (Anatolij) Kelmi - klávesy (1979–1980)
- Leonid Gutkin – basová kytara
- Leonid Makarevič - klávesy (1979–1987)
- Ruslan Baloněn - klávesy (1987–1990)
- Viktor Michalin - bicí (1980–1990)
- Vladimir Jakušenko – bicí (1979–1980)
- Sergej Mazarev – saxofon, zpěv (1986–1990)
- Artur Berkut - zpěv (1982–1990)
- Sergej Brutjan - zpěv (1979–1982)

## Diskografie[1]
- 1985 - Avtograf
- 1989 - Kamennyj kraj (Каменный Край )